# Diana Beresford-Kroeger
Diana Beresford-Kroeger (25 de julio de 1944 (80 años) es una botánica, taxónoma, exploradora irlandesa. Además de bioquímica médica, y escritora, aborigen de Islington, Inglaterra. Reside cerca de Ottawa, Canadá (ciudadana: canadiense, irlandesa, británica). Se define como investigadora en medicina y agronomía, conferenciante y científica renegada en los campos de la botánica clásica, bioquímica médica, química orgánica y química nuclear.
Es conocida por su extraordinaria capacidad de traer entendimiento y apreciación de la complejidad científica de la naturaleza para el público en general. "Diana Beresford-Kroeger es uno de los raros individuos que puedan realizar esta traducción hacia el exterior del interior simple pero complejo y difícil de lo no-humano a los reinos humanos," E.O. Wilson escribió en el prólogo de  Arboretum America, a Philosophy of the Forest  por Beresford-Kroeger.

## Biografía
Quedó huérfana a temprana edad y se crio en Irlanda por un tío soltero, un atleta destacado, químico, erudito y bibliófilo. Él alimentó su búsqueda del conocimiento y la animó a leer y discutir todo acerca de poesía irlandesa, religiones del mundo y de filosofía a física y mecánica cuántica. Asistió a escuelas privadas en Irlanda e Inglaterra. Sus veranos los pasó en el campo de West Cork y Kerry.

### Educación
Completó sus estudios de grado en la Universidad de Cork (UCC), donde se graduó primero en 1963, con un bachelor of science de honor, en botánica y bioquímica médica. En 1965, completó su grado M.Sc. por la UCC. Su tesis fue "Frost Resistance and Gibberellins in the Plant Kingdom" ("Resistencia a la escarcha y las giberelinas en el reino vegetal").
Recibió una beca en la Universidad de Connecticut para estudiar la radiación nuclear en los sistemas biológicos y química orgánica. Realizó sus estudios de doctorado en la Universidad de Carleton, donde defendió su tesis "The Importance of Indole Metabolism in Plants and Its Significance in the Human System" ("Importancia del metabolismo del indol en plantas y su importancia en el sistema humano"). Además, en 1973, completó un diploma en cirugía experimental en el Departamento de Cirugía de la Universidad de Ottawa, en el ejercicio de la investigación cardiovascular.

### Primeros trabajos
Trabajó como investigadora en la Universidad de Ottawa y luego en el Centro de Microscopía Electrónica del Departamento Canadiense de Agricultura, donde descubrió, en 1972, cátodoluminiscencia en materiales biológicos.
De 1973 a 1982, llevó a cabo investigaciones en el Departamento de fisiología de la Universidad de Ottawa, en conjunto con el Instituto del Corazón de Ottawa, que se especializa en hemodinámica.

### Últimos trabajos
A principios de la década de 1980, se embarcó en un cambio significativo en el trabajo de su vida. Comenzó con una expansión de investigación privada en su jardín y arboreto: Carrigliath. Habiendo identificado una ausencia en la comunidad científica de la capacidad de presentar la ciencia al público y la necesidad urgente de abordar la degradación de la naturaleza, ella comenzó su carrera en escribir, en radiodifusión y docencia.
Fluye de su investigación y experiencia en Carrigliath, Beresford-Kroeger publicó más de 200 artículos en revistas, periódicos y revistas en Canadá, EE. UU. como internacional. También publicó cinco libros aclamados por la crítica sobre naturaleza y jardinería.
Se ha desempeñado como asesora científica de varias organizaciones, incluyendo el Irish Woodland League, Ecología de Ottawa, Hidden Harvest de Ottawa, Canadian Organic Growers, Archangel Ancient Tree Archive y el Centro de Investigación Forestal de Acadia y otros. Ha dado conferencias ampliamente a través de América del Norte y Europa y aparece en televisión y radio en Canadá, EE. UU., Europa y en radios de onda corta internacionales.

### Últimas noticias
Está trabajando actualmente en un documental producido por Merit Motion Pictures y Edgeland Films Inc., prevista para el lanzamiento en 2016. Y se presentará en el próximo documental de PBS The Truth About Trees (La Verdad sobre los Árboles), producida y dirigida por Ross Spears.
También fue objeto de un episodio de Recreating Eden, una multipremiada serie de jardinería internacional producida por Merit Motion Pictures, y publicado en 2011.

## Algunas publicaciones

### Libros
- The Sweetness of a Simple Life: Tips for Healthier, Happier and Kinder Living Gleaned from the Wisdom and Science of Nature, Random House LLC, 318 p. 2015 ISBN 0345812964, ISBN 9780345812964

- The Global Forest: Forty Ways Trees Can Save Us. 224 p. Viking Penguin 2010 ISBN 0-14-312016-6

- Arboretum Borealis: A Lifeline of the Planet. University of Michigan Press, 154 p. 2010 ISBN 9780472071142 ISBN 0472071149

- A Garden for Life: The Natural Approach to Designing, Planting, and Maintaining a North Temperate Garden. University of Michigan Press, 257 p. 2004, previamente se publicó como Bioplanning a North Temperate Garden, Quarry Press, 1999 ISBN 0472030124, ISBN 9780472030125

- Time Will Tell: Stories of the Rideau Valley, Quarry Press, 2004 ISBN 978-1-55082-343-1 ISBN 9781846144110

- Arboretum America: A Philosophy of the Forest. University of Michigan Press, 196 p. 2003 ISBN 978-0-472-06851-7 ISBN 9780472068517

- North Temperate Gardening: An Ecological Green Guide. Ed. Quarry Press, 256 p. 2003 ISBN 1550823086, ISBN 9781550823080

## Honores

### Reconocimientos
- 2011: seleccionada por Utne Reader como una Lectora Utne Visionarios de 2011

Membresías
- 2010: electa por Wings WorldQuest, una organización internacional "dedicada a reconocer y soportar a mujeres visionarias"

- 2013: electa en el Colegio de Miembros de la Royal Canadian Geographical Society.